# 阿飛西雅
阿飛西雅（英語：Aphasia）為一支臺灣的後搖滾樂團。前身為妮波寺樂團，2007年加入鼓手Yonker後，更改團名為阿飛西雅，同年參與鄭文堂執導的「夏天的尾巴」電影原聲帶製作，譜出十數首溫暖小品。2008年夏天，阿飛西雅發行首張錄音室專輯「失語的鱷魚社會」。
2012年發行第二張專輯《提去買藥仔》。
阿飛西雅於2008年成軍後，在臺灣各地Live House場地演出，包括The Wall、地下社會、以及各地音樂季。

## 團名
阿飛西雅的團名取自英文「aphasia」（意為失語症之音譯），在失語的鱷魚社會專輯包裝內曾做解釋：失語症，腦部受傷之後，「沒有語言」或「失去語言」能力，語言表達與理解能力產生障礙。

## 歷年專輯

### 專輯
《失語的鱷魚社會》，2008 
《提去買藥仔》，2012 
《知覺的礁岩》，2017

### 合輯
《開心=.紀念日》，2009

### 原聲帶
《夏天的尾巴電影原聲帶》，2007

## 來源
1. ↑  .   [2009年10月13日]. （原始内容存档于2010年4月9日）.

## 相關網站
- 阿飛西雅MYSPACE （页面存档备份，存于）
- 阿飛西雅Blog （页面存档备份，存于）
- 阿飛西雅Facebook （页面存档备份，存于）